# ماسيدو دي كافاليروس
ماسيدو دي كافاليروس هي مدينة في شمال شرق البرتغال، تقع في محافظة برغنسة، يبلغ عدد سكانها 15776 نسمة وذلك حسب إحصائيات سنة 2011.

## أعلام
- تياغو فالينتي